# Acrocercops syzygiena
Acrocercops syzygiena är en fjärilsart som beskrevs av Lajos Vári 1961. Acrocercops syzygiena ingår i släktet Acrocercops och familjen styltmalar. Inga underarter finns listade i Catalogue of Life.